# Jazz Dock
Jazz Dock, pražský designový hudební klub na břehu Vltavy, patří od roku 2009 k významným jazzovým podnikům Evropy. Za dobu jeho existence zde hrálo mnoho významných hudebníků, jako například Bill Frisell, Richard Bona, Fred Wesley, Erik Truffaz, John Scofield nebo Dave Holland. Mimo jazzových hudebníků zde však vystupují i interpreti jiných žánrů, například funk, soul, blues nebo world music.

## Historie
V roce 2009 byl na pražské náplavce otevřen originální designový klub Jazz Dock. Za dobu své existence se stal symbolem úsilí zakotvit v obecném povědomí jazz jako osobitou součást soudobého umění a kultury. V polistopadovém období se totiž většina tehdy vznikajících klubů soustředila na příliv zahraničních turistů jak svou cenovou, tak zčásti i repertoárovou politikou. Myšlenka majitele Jazz Docku Vladimíra Lederera umožnila znovu za přijatelných podmínek přístup i stále relativně vzrůstajícímu domácímu obecenstvu a klub se tak stal také hlavním střediskem a výkladní skříní mladé a střední generace hudebníků. Repertoárová praxe Jazz Docku jí pomáhá navazovat kontakty se stejnou i starší generací osvědčených zahraničních umělců.

## Dramaturgie
Dramaturgie Jazz Docku je rozdělena do několika okruhů, které se prezentují buď v pravidelně se opakujících cyklech, nebo v jednorázových (většinou týdenních) festivalech. Od založení klubu je dramaturgem hudebník Jakub Zitko (Muff, NUO, S.O.I.L, Aneta Langerová, David Koller, -123min, Katarzia, Blues Session, Gumbo, Šarközi, Lorenzo Thompson, Jamie Marshall a další). Okruhy, kterými se dramaturgie zabývá:
- moderní jazz
- současné blues
- alternativní hudba
- tradiční jazz
- folk a folklór
- divadelní představení pro děti

## Festivaly
Jedním z pilířů Jazz Docku jsou mezinárodní festivaly. Mezi ty hlavní patří:
- Jazz On5 – největší jazzový svátek roku pořádaný ve spolupráci s městskou částí Praha 5.[5] Pravidelně na podzim zde vystupují John Scofield, Benny Golson, Ida Nielsen, Dave Holland nebo John Medeski.
- Jazz Čtyř Kontinentů[6] – setkávání zahraničních a tuzemských hudebníků na společných koncertech přineslo už taková jména, jako jsou Julian Lage, Chris Potter, Jojo Mayer, Peter Bernstein, Hugo Race nebo Dominic Miller.
- Festivaly věnované konkrétnímu hudebnímu nástroji – každý rok hostí Jazz Dock muzikanty, kteří se proslavili s konkrétním hudebním nástrojem. Guitar Days přivítaly například Billa Frisella, Bass Days Richarda Bonu, Trumpet Days Terence Blancharda, Drum Days Omara Hakima, Saxophone Days Joe Lovana a Piano Days Aarona Goldberga.

## Jazz Dock Orchestra
Zatím poslední milník ve vývoji Jazz Docku představuje založení big bandu, který zde pod názvem Jazz Dock Orchestra koncertuje od roku 2018. Pravidelně jednou měsíčně postupně rozvíjí autorský repertoár nebo sahá do historie po slavných skladbách Duke Ellingtona, Charlese Minguse, Boba Brookmeyera nebo Milese Davise. Kapelníkem orchestru je britský saxofonista a skladatel Andy Schofield.